# 山本卓眞
山本 卓眞（やまもと たくま、1925年9月11日 - 2012年1月17日）は、日本の陸軍軍人、計算機工学者、経営者。従三位。勲一等瑞宝章。藍綬褒章、大英帝国勲章受賞。

## 人物
池田敏雄のチームでソフトウエア開発担当としてFACOMの開発に係わるなどの功績を挙げ科学技術庁長官賞（科学技術功労者表彰）を受賞、後に富士通の社長（9代目）・会長・名誉会長を歴任した。米IBMとの著作権紛争をはじめ、半導体やスーパーコンピュータをめぐる日米貿易摩擦でも一歩も引かない気骨を見せたことから、「闘う経営者」と呼ばれた。
実兄の卓美が八紘第八隊（勤皇隊）隊長としてフィリピンで戦死しており、戦争遺族の活動にも積極的に参加した。
日本会議副会長、同台経済懇話会会長、「佐藤正久を支える会」会長等も務めた。

## 年譜
- 1925年 - 熊本市に陸軍軍人･山本吉郎とフジエの次男として生まれる[1]。両親は福岡県の人で父は農家､母は士族の出身。
  - 2歳のときに消化不良を起こし、医者もサジを投げたが、母が「ゲンノショウコ」を用いたことにより奇跡的に回復した[1]。
  - 東京高等師範学校附属中学校（現・筑波大学附属中学校・高等学校）に入学するが、その後陸軍幼年学校に編入[3][4]。
- 1943年 -陸軍航空士官学校入学（58期）[1]。
- 1945年 - 3月に陸軍航空士官学校を卒業[1]、少尉任官。満州に侵攻したソ連軍を迎撃するために編成された"若楠特攻隊"の一員として満州に渡るがそこで終戦。8月16日に奉天飛行場にて第26教育飛行隊隊長の島田安也中佐より「諸君らにはこれまで、国のために死ね、と教えてきた。今を以て命令を変える。死んではいかん。何がなんでも生きて帰り祖国再建のために尽くせ」との訓示と帰国命令を受け、復員した[1][5]。なお、島田はその後も満州に留まりソ連軍に拘束されて3年間のシベリア抑留生活を送った[要出典]。
- 1949年 - 東京大学第二工学部電気工学科卒業、富士通信機製造（現・富士通）入社[1][3]。
- 1952年 - 池田敏雄と協力して電子計算機の開発に取り組む[1][3]。
- 1954年 - 日本初のリレー式計算機FACOM100を完成させる[4]。
- 1961年 - トランジスタ式大型汎用電子計算機FACOM222の開発[3]。
- 1970年 - 科学技術庁長官賞（科学技術功労者表彰）[3]
- 1981年 - 同社代表取締役社長[3]。
- 1989年 - 情報化推進貢献通商産業大臣表彰[3]
- 1990年 - 同社代表取締役会長[3]。同台経済懇話会代表幹事[6]。
- 1993年 - 情報通信普及発展貢献郵政大臣表彰・情報処理学会功績賞[3]
- 1995年 - 電子情報通信学会功績賞[3]
- 1996年 - 電子情報通信学会名誉員[3]
- 1997年 - 同社名誉会長。名誉大英勲章・勲一等瑞宝章 受章[3][7]。
- 2000年より日本工業標準調査会会長を務めた。
- 2006年 - 富士通顧問。
- 2012年1月17日 - 肺炎のため死去[1][8]。86歳没。叙従三位[9]

## 主な役職
- 国土審議会会長代理[3]
- 大学審議会特別委員[3]
- 超高性能コンピュータ開発技術組合理事長[3]
- 通信機械工業会会長[3]
- 日本電子工業振興会会長[3]
- 経済団体連合会評議員会副議長[3]
- 偕行社会長[10]
- 靖国神社 崇敬者総代、靖国神社崇敬奉賛会 副会長[11]
- 拓殖大学後援会会長[12]
- 国際ユニヴァーサルデザイン協議会会長[13]
- 社団法人先端技術産業調査会相談役
- 財団法人ファナックFAロボット財団評議員[14]
- 財団法人髙梨学術奨励基金評議員
- 日本戦略研究フォーラム顧問[15]
- 財団法人特攻隊戦没者慰霊平和祈念協会会長[16]
- 日本会議副会長[11]
- 同台経済懇話会代表幹事[17]

## 語録
- そんなのはゴミだ！ - 社員を一喝する時によく用いた[1]
- 日本には、完ぺき主義、現場主義、集団主義というものがあるが、これをものづくりだけに適用するのではなく、戦略面に生かしてほしい。日本は戦後の焼け野原のなかから復興した。日本人は柔な民族ではない。基本的なものは持っているんだ、という自信をしっかりと持ってほしい[1]。